# Robert Lindsay (29. hrabia Crawford)
Robert Alexander Lindsay (ur. 5 marca 1927, zm. 18 marca 2023) – brytyjski arystokrata i polityk, najstarszy syn Davida Lindsaya, 28. hrabiego Crawford i 11. hrabia Balcarres oraz Mary Cavendish, córki Richarda Fredericka Cavendisha. W latach 1940–1975 nosił tytuł lorda Balniel.
Wykształcenie odebrał w Eton College i w Trinity College na Uniwersytecie Cambridge. W latach 1945–1949 służył w Grenadier Guards na Środkowym Wschodzie. Był honowym attaché brytyjskiej ambasady w Paryżu.
Swoją karierę polityczną związał z Partią Konserwatywną. Z jej ramienia zasiadł w 1955 r. w Izbie Gmin jako reprezentant okręgu Hertford. Okręg ten reprezentował to lutego 1974 r., kiedy to został deputowanym z okręgu Welwym and Hatfield. W niższej izbie brytyjskiego parlamentu zasiadał do września 1974 r. Był w tym czasie parlamentarnym prywatnym sekretarzem ministra skarbu (w latach 1955–1957) oraz ministra ds. samorządu (1957–1960). Jako polityk opozycji zajmował się sprawami zdrowia i bezpieczeństwa socjalnego. W rządzie Edwarda Heatha pełnił funkcję sekretarza stanu w ministerstwie obrony i w Foreign Office.
Miejsce w Izbie Gmin utracił w 1974 r. 24 stycznia roku następnego został dożywotnim parem jako baron Balniel. W tym samym roku, po śmierci ojca, został 29. hrabią Crawford i 12. hrabia Balcarres. Dzięki posiadaniu dożywotniego parostwa, lord Crawford utrzymał się w Izbie Lordów po reformie 1999 r.
W latach 1980–1985 był Pierwszym Komisarzem Posiadłości Koronnych. Był również przewodniczącym National Association for Mental Health w latach 1963–1970, Historic Buildings Council for Scotland w latach 1976–1983, Royal Commision on Ancient and Historical Monuments of Scotland w latach 1985–1995 oraz Szkockiej Biblioteki Narodowej w latach 1990–2000.
W 1972 r. wszedł w skład Tajnej Rady. W 1996 r. został kawalerem Orderu Ostu. W latach 1992–2002 był szambelanem Królowej Matki. Za tę służbę został odznaczony Krzyżem Wielkim Królewskiego Wiktoriańskiego Orderu.
27 grudnia 1949 r. poślubił Ruth Beatrice Meyer-Bechtler, córkę Leo Meyer-Bechtlera. Robert i Ruth mają razem dwóch synów i dwie córki:
- Bettina Mary Lindsay (ur. 26 czerwca 1950)
- Iona Sina Lindsay (ur. 10 sierpnia 1957)
- Anthony Robert Lindsay (ur. 24 listopada 1958), lord Balniel, ożenił się z Nicolą Bicket, ma dzieci
- Alexander Walter Lindsay (ur. 18 marca 1961).

## Odznaczenia
- Order Ostu[2]
- Krzyż Wielki Królewskiego Orderu Wiktoriańskiego[2]